# Kraszna menti rétek
Kraszna menti rétek este o arie protejată (arie specială de conservare — SAC, sit de importanță comunitară — SCI) din Ungaria întinsă pe o suprafață de 375,48 ha, integral pe uscat.

## Localizare
Centrul sitului Kraszna menti rétek este situat la coordonatele 47°58′47″N 22°20′27″E / 47.979722°N 22.340833°E.

## Înființare
Situl Kraszna menti rétek a fost declarat sit de importanță comunitară în mai 2004 pentru a proteja 1 specie de plante și 4 specii de animale. Situl a fost protejat și ca arie specială de conservare în februarie 2010.

## Biodiversitate
Situată în ecoregiunea panonică, aria protejată conține 3 habitate naturale: Păduri aluvionare cu Alnus glutinosa și Fraxinus excelsior (Alno-Padion, Alnion incanae, Salicion albae), Pajiști aluvionare inundabile, de Cnidion dubii, Fânețe de joasă altitudine (Alopecurus pratensis, Sanguisorba officinalis).
La baza desemnării sitului se află mai multe specii protejate:
- plante (1): Cirsium brachycephalum
- amfibieni (1): buhai de baltă cu burta roșie (Bombina bombina)
- nevertebrate (2): fluturele purpuriu (Lycaena dispar), Maculinea teleius
- reptile (1): țestoasa de baltă (Emys orbicularis)

Pe lângă speciile protejate, pe teritoriul sitului au mai fost identificate 4 specii de plante, 1 specie de nevertebrate.